# Meaulne
Meaulne è un ex comune francese di 786 abitanti situato nel dipartimento dell'Allier della regione dell'Alvernia-Rodano-Alpi. Il 1º gennaio 2017 è stato accorpato al comune di Vitray per formare il nuovo comune di Meaulne-Vitray.

## Società

### Evoluzione demografica
Abitanti censiti